# Marosugra község
Marosugra község (románul: Comuna Ogra) község Maros megyében, Romániában. Központja Marosugra, beosztott falvai Gyulas, Lackod, Mezőújfalu, Oláhdellő.

## Népessége
A 2011-es népszámlálás adatai alapján a község népessége 2387 fő volt.